# Tống Thái Tổ
Tống Thái Tổ (chữ Hán: 宋太祖, 21 tháng 3, 927 - 14 tháng 11, 976), tên thật là Triệu Khuông Dận (趙匡胤, đôi khi viết là Triệu Khuông Dẫn), tự Nguyên Lãng (元朗), là vị Hoàng đế khai quốc của triều đại Nhà Tống trong lịch sử Trung Quốc, ở ngôi từ năm 960 đến năm 976.
Tiểu sử của ông được ghi tại Tống sử, quyển 1-3 "Thái Tổ bản kỷ". Năm 960 vạch ra kế hoạch Binh biến Trần Kiều đoạt được chính quyền nhà Hậu Chu, lấy đất Tống Châu nơi Triệu Khuông Dẫn được phong làm Quy Đức quân Tiết độ sứ để làm quốc hiệu, lập nên Hoàng triều Tống. Ông là hoàng đế Nhà Tống duy nhất có xuất thân võ tướng, tất cả các hoàng đế sau của Nhà Tống đều là thư sinh.
Tống Thái Tổ trong lịch sử thường được đánh giá ngang với các bậc đại đế như Tần Thủy Hoàng, Hán Vũ Đế, Đường Thái Tông. Ông sáng lập ra vương triều Tống, gần như thống nhất đất nước đến khi mất. Trong thời gian trị vì Thái Tổ đã tiêu diệt và sáp nhập Nam Đường, Hậu Thục, Nam Hán và Kinh Nam vào bản đồ Nhà Tống, chỉ còn lại Bắc Hán, chấm dứt thời loạn lạc cát cứ Ngũ Đại Thập Quốc của các tiết độ sứ suốt mấy chục năm từ cuối thời Đường. Ông còn thực hiện cải cách hành chính tập trung binh quyền, giảm sưu thuế, trả lại đất đai cho dân nghèo, mở khoa cử tuyển nhân tài từ những người đọc sách tầng lớp dưới. Những việc làm trên đã giúp Nhà Tống mới thành lập được ổn định và trở thành vương triều thống trị Trung Quốc hơn 300 năm. Ông còn là hoàng đế nhân từ nổi tiếng trong lịch sử, không sát hại các công thần như các hoàng đế khai quốc khác ví dụ như Lưu Bang hay Chu Nguyên Chương.
Năm 976, Tống Thái Tổ bất ngờ qua đời, sử sách ghi lại nói rằng ông bị bệnh, ngôi vua được truyền lại cho người em là Triệu Quang Nghĩa, tức là Tống Thái Tông. Tuy nhiên việc này đã bị người đương thời cũng như hậu thế nghi ngờ về tính chân thật, nhiều người cho rằng chính em trai đã sát hại ông để đoạt ngôi báu và các con ông cũng bị ám hại sau đó. Nghi án này mãi đến nay vẫn là một bí ẩn.

## Tiểu sử
Triệu Khuông Dẫn xuất thân từ một gia đình dòng dõi quan lại. Ông tổ Triệu Thiệu làm Huyện lệnh đời Đường; ông cố Triệu Đình Lịch làm quan phiên trấn, thăng dần đến Ngự sử Trung thừa: ông nội Triệu Kính lần lượt làm Thứ sử  Doanh Châu, Tô Châu và Trác Châu. Cha Triệu Khuông Dận là Triệu Hoằng Ân, một quan võ có tài cưỡi ngựa bắn cung, làm Chỉ huy sứ Đệ nhất quân thiết kỵ của nhà Hậu Chu, sau làm Hữu Sương Đô Chỉ huy sứ, lĩnh chức Phòng ngự sứ Nhạc Châu, theo Chu Thế Tông đánh Hoài, có công lần lượt lại được phong Kiểm hiệu Tư đồ, tước Thiên Thủy Huyện Nam. Năm 927, Triệu Khuông Dẫn được sinh ra ở Lạc Dương.
Cha con Triệu Khuông Dẫn đều là quan Cấm binh đời Hậu Chu, vinh quang một thời. Triệu Khuông Dận không những có tài võ nghệ siêu quần mà còn rất hiếu học, hiểu được đường lối trị quốc bình thiên hạ. Bất kể trên lưng ngựa hay ở nhà, lúc nào trên tay ông cũng có một quyển sách, không bao giờ ngưng học tập. Từ trong sách vở ông đã tăng thêm nhiều kiến thức, lĩnh hội được vô số tinh hoa, thu lượm được nhiều điều bổ ích.
Triệu Khuông Dẫn là người dũng cảm. Có lần ông bị thách thuần phục một con ngựa hoang mà không dùng yên cương. Ông nhảy lên ngựa, chẳng ngờ tính nó dữ quá, hất ông ra. Đầu ông đập ngay vào cửa thành. Ông bật dậy được ngay, túm lấy bờm nó mà ghì xuống, qua hồi lâu cuối cùng con ngựa cũng chịu phục. Bản thân ông thì không bị thương.
Sau nhiều năm phiêu bạt, vào năm 949, Triệu Khuông Dẫn tòng quân cho nhà Hậu Hán vào dưới trướng của đại tướng Hậu Hán lúc đó là Quách Uy.

## Dưới thời Hậu Chu
Năm 951, Quách Uy nổi loạn và lập ra nhà Hậu Chu. Vì tài võ nghệ siêu quần của mình, Triệu Khuông Dẫn được phong làm Điện tiền Chỉ huy sứ. Dưới thời Thế Tông Sài Vinh, ông được cất nhắc làm chỉ huy kị binh.
Sự nghiệp của Triệu Khuông Dẫn phất lên nhờ vào chiến thắng trong trận Cao Bình, chống lại liên quân Bắc Hán và Khiết Đan.
Chiến tranh bắt đầu khi Thế Tông lên ngôi, uy hiếp Bắc Hán làm vua Bắc Hán là Lưu Sùng phải liên minh với nước Liêu. Ban đầu, quân tiên phong Hậu Chu bị liên quân đánh tan. Thấy tình hình đó, Triệu Khuông Dẫn dẫn 4000 cấm quân chống lại quân Liêu. Được Triệu Khuông Dẫn cổ vũ, sĩ khí quân Chu tăng cao, Triệu Khuông Dẫn đích thân xông vào trận làm gương, làm cho quân sĩ ai cũng cố sức mà đánh. Quân Hậu Chu đã thành công ngăn được quân Liêu đến khi viện quân đến, sau đó phản công bức quân Bắc Hán phải lùi về Thái Nguyên.
Sau trận này, Triệu Khuông Dẫn được Thế Tông thăng chức làm Chỉ huy Cấm quân, được lệnh tái tổ chức và huấn luyện lực lượng này. Trong thời gian này, ông đã tập trung được quanh mình một lực lượng văn thần võ tướng đông đảo như Phan Mĩ, Thạch Thủ Tín, Tào Bân, Triệu Phổ, Triệu Khuông Nghĩa,...
Trước khi Hậu Chu Thế Tông mất, Triệu Khuông Dẫn được phong làm Tiết độ sứ, gần như nắm hết quân quyền cả nước.

## Binh biến Trần Kiều
Năm 959, Hậu Chu Thế Tông qua đời khi đang đánh Liêu. Ngai vàng được truyền cho đứa con là Sài Tông Huấn mới 7 tuổi.
Năm 960, có tin đồn liên quân Bắc Hán và Liêu lại nhăm nhe tấn công Hậu Chu. Sài Tông Huấn tuổi nhỏ, lại là mẹ góa con côi, ra lệnh cho Triệu Khuông Dẫn, lúc này là Thái úy, đem quân đi đánh.
Khi quân của Triệu Khuông Dẫn đi được 40 dặm thì có người nhìn thấy 2 mặt trời đánh nhau. Mọi người cho rằng đây là việc chuyển giao Thiên mệnh, khí số Hậu Chu đã hết, Thiên mệnh ứng trên người Triệu Khuông Dẫn. Quân sĩ thấy thế ai cũng reo lên, các tướng lĩnh thì xin Triệu Khuông Dẫn nắm lấy hết binh quyền mà tự lập. Triệu Khuông Dẫn còn do dự, em của ông là Triệu Khuông Nghĩa và mưu sĩ Triệu Phổ liền lấy hoàng bào khoác lên mình ông. Đến đây thì ông đồng ý tự lập, nhưng bắt các tướng thề phải trung thành tuyệt đối với mình, các tướng và quân sĩ đều phát lời thề.
Triệu Khuông Dẫn lập tức dẫn quân về kinh đô Biện Kinh (汴京) và kéo thẳng vào thành. Bị bất ngờ, triều đình Hậu Chu thấy không thể phản kháng lại, đều cùng quỳ xuống tôn ông lên làm vua. Triệu Khuông Dẫn lên ngôi, đặt tên nước là Đại Tống.
Sài Tông Huấn và mẹ được tha chết và phong làm vương, thế tập và ăn lộc phiên vương nhưng đời đời không được đụng đến chính sự. Nhà họ Sài còn được ban cho đơn thư thiết khoán có tác dụng miễn tử.

## Thống nhất đất nước

### Thu phục các đối thủ
Sau khi lên ngôi được 4 năm (964), Triệu Khuông Dận bắt đầu cuộc chiến tranh thống nhất đất nước. Lúc Tống Thái Tổ mới lên ngôi, Nhà Tống có 118 châu, mười mấy tiết độ sứ: Thành Đức, Bảo Nghĩa, Nghĩa Vũ, Kiến Hùng, Chương Tín, Trấn Ninh, Sơn Nam Tây đạo, Trường Xuân, Thiên Bình, Quy Đức, Thiên Hùng, Tuyên Vũ, Vũ Ninh, Định Quốc, Bảo Đại, An Quốc. Dân số 96 vạn hộ, các nước khác là 254 vạn hộ. Đứng trước đặc điểm Bắc mạnh Nam yếu, để tránh cuộc đọ sức trực tiếp với nước Liêu, ông đã thay đổi phương châm dụng binh của Chu Thế Tông, đề ra chiến lược thống nhất "trước Nam sau Bắc" (tiên Nam hậu Bắc), ông đã dùng thời gian 13 năm, thống nhất tất cả các khu vực phía nam, chỉ còn lại Bắc Hán. Về cơ bản, ông đã khôi phục được bản đồ hoàn chỉnh. Kết thúc cuộc chiến tranh loạn lạc xâu xé nhau, thống nhất phần lớn Trung Quốc, đó là công lao lớn nhất của cả đời Triệu Khuông Dận.
Năm 962, Nhà Tống thôn tính Kinh Nam, Hồ Nam.
Năm 965, Thái Tổ cho 2 đạo quân chia làm 2 đường đánh Hậu Thục. Chưa tới 60 ngày thì vua Hậu Thục là Mạnh Sưởng ra hàng, Hậu Thục diệt vong.
Năm 970, Thái Tổ sai Phan Mĩ đem quân đánh Nam Hán. Vua Nam Hán là Lưu Sưởng đầu hàng, Nhà Tống sáp nhập Nam Hán. Lúc Lưu Sưởng đến chầu Thái Tổ, vua ban cho chén rượu. Lưu Sưởng sợ quá, khóc lóc không dám uống, vì khi làm vua Lưu Sưởng hay giết đại thần bằng cách này. Thái Tổ cười lớn, sai người đem chén rượu lại rồi uống sạch.
Năm 975, Thái Tổ sai Tào Bân đem quân đi đánh Nam Đường, dùng quân Ngô Việt phụ giáp công. Vua Nam Đường là Lý Dục đầu hàng, Nam Đường mất.
Ngoài ra Thái Tổ còn 3 lần đem quân đánh Bắc Hán ở Thái Nguyên nhưng lần nào cũng có quân Liêu đến cứu nên không hạ được, phải lui về. Năm 968, Thái Tổ thân chinh đem quân đánh Bắc Hán. Quân Tống sĩ khí đang hăng, mấy ngày đã phá được quân Bắc Hán đánh thẳng tới kinh đô Thái Nguyên và vây hãm vua Bắc Hán là Lưu Sùng. Tuy nhiên nghe tin nước Liêu phái quân đến cứu đã làm thay đổi tình thế, quân Bắc Hán liều chết tử thủ làm quân Tống không sao hạ được thành và Tống Thái Tổ buộc phải rút quân vì không muốn bị tấn công từ hai phía và vì thiếu khuyết một đội kỵ binh có thể đối mặt trực diện với quân Liêu. Hai cuộc tấn công sau cũng không đem lại nhiều kết quả khả quan cho Nhà Tống. Phải đến đời Tống Thái Tông, Nhà Tống mới khuất phục được Bắc Hán.
Triệu Khuông Dận thống nhất đất nước, một mặt dựa vào vũ lực, một mặt cũng dựa vào chiến tranh tâm lý. Việc thay đổi triều đại trong lịch sử đều ngập tràn xương máu và lòng hận thù tàn khốc, Triệu Khuông Dận đã đi theo con đường khác, Đối với các quốc vương đã mất đi quyền lực, ông tiếp đãi bằng lễ, gửi đến sự chân thành, làm cho thế lực phản đối thuận theo mình. Cung Đế Sài Tông Huấn bị phế, Triệu Khuông Dẫn đối đãi rất tốt. Khi Tông Huấn bị bệnh chết, đích thân Triệu Khuông Dận phát tang và để tang. Khi Hậu Chủ Lý Dục nhà Nam Đường đầu hàng vào năm Khai Bảo thứ 8 (975), Triệu Khuông Dận "ngự trên cửa Minh Đức thấy Lý Dục ở dưới lầu, đã không bắt làm lễ nghi như tù binh", lại còn "phong cho Lý Dục làm Vi Mệnh Hầu và ban chức tước cho con em và các thân cận của họ Lý". Sau khi Vua Hậu Thục là Mạnh Sưởng đầu hàng vào tháng 1 năm Càn Đức thứ 2 (965), Triệu Khuông Dận "ngự tại điện Sùng Nguyên đón tiếp với lễ nghi đầy đủ" và ban thưởng rất nhiều. Vua Ngô Việt Tiền Hoằng Thục tỏ ý quy phục, được phong ngay làm Binh mã Đại nguyên soái. Đích thân Triệu Khuông Dận đi kiểm tra công việc chuẩn bị và tiếp đón Tiền Lưu nhập cung, rồi đích thân tiếp kiến, cho phép Tiền Lưu đeo kiếm vào điện, dâng thư, ban chiếu không nhắc đến tên thường. Vua Nam Hán Lưu Sưởng bị bắt vào kinh, Triệu Khuông Dận tha tội không hỏi, lại phong tước Ân xá Hầu. Triệu Khuông Dẫn đã ưu đãi mấy ông vua mất nước này, không những đã an ủi một số lớn những nhân sĩ đã trung hiếu với các chính quyền vong quốc đó, lại còn nắm trong tay cả một vùng đất rộng lớn hoàn chỉnh an toàn, cái được thật là to lớn. Đó là cách làm của một người có tầm nhìn chính trị.

### Thu phục lòng dân
Người được lòng dân sẽ được cả thiên hạ, phàm là người tranh giành đất nước thì đều biết nói như vậy, nhưng làm được thật là khó. Biết bao võ tướng buông thả quân đội, cho chém giết bừa bãi coi thường mạng người. Tống Thái Tổ cầm quân đánh trận, không hề động chạm đến dân. Sau khi làm vua, ông càng nhận thấy rõ thống nhất và yên bình mới là mục đích của chiến tranh, phản đối việc lạm sát. Mỗi một trận chiến ông đều căn dặn các chủ soái không được lấy việc giết nhiều người làm chiến công, mà lấy việc thu phục lòng dân là trên hết, ông nhắc đi nhắc lại là chiếm đất phải yên dân không được cướp bóc. Trước khi tấn công Hậu Thục, ông nói với tướng Tào Bân: "không được hại dân lành", lại hạ chiếu cho các tướng tá đánh Hậu Thục, bắt những người lấy tiền của người Thục phải trả lại ngay cho chủ. Trong trận chiến Giang Nam, lại yêu cầu Tào Bân: "không được kinh hãi thần dân, cần phải mở rộng uy tín". Ông còn nói: "khi đã vào thành, không được chém giết bừa bãi, không được hại một người nào trong nhà Lý Dục".
Phương châm yên dân của Tống Thái Tổ được các tướng lĩnh chấp hành triệt để và kiềm chế cấp dưới. Tào Bân khi vây hãm Đô thành Kim Lăng của Nam Đường, khi sắp lấy được thành thì ông đột ngột bị bệnh. Khi các tướng sĩ đến thăm, ông đã nói ra nỗi lo lắng của mình: "Bệnh của tôi không phải là thuốc men có thể trị khỏi được, chỉ cần các ông hứa chắc với tôi là khi vào thành sẽ không giết hại một ai cả thì bệnh của tôi sẽ khỏi ngay" (Tống sử, "Tào Bân truyện"). Cho đến khi các tướng đồng thanh hứa rồi thắp nhang thề, thì bệnh khỏi ngay. Tào Bân làm như thế là để chấp hành mệnh lệnh của Tống Thái Tổ. Thời Ngũ đại, nhân dân đã phải chịu bao khổ nhục tàn bạo của lính tráng, nên một khi gặp được tướng soái nhân nghĩa thì chào đón rất nồng nhiệt. Vì thế việc Tống Thái Tổ bình định nhanh chóng Nam Bắc Trường Giang, hoàn toàn không phải ngẫu nhiên. Ông khoan dung nhân nghĩa thương dân, đã hình thành một sự trái ngược tích cực với những kẻ thống trị thời kỳ sau của các chính quyền cát cứ như Tần Thủy Hoàng, Tùy Dạng Đế... Mạnh Tử nói: "người nhân nghĩa không ai đánh nổi". Tống Thái Tổ chính là một con người vô địch như vậy.

## Củng cố nền thống nhất

### Khống chế binh quyền
Sau khi thống nhất toàn quốc, một vấn đề khác vẫn canh cánh trong lòng của Triệu Khuông Dận là làm sao chấm dứt được những rối loạn phân chia từ thời Ngũ đại, thực hiện sự thống trị yên ổn lâu dài. Tháng 7 năm Kiến Long thứ 2 (961), Triệu Khuông Dận và Triệu Phổ có một cuộc bàn luận rất quan trọng, biểu thị một cách rõ ràng luồng tư tưởng tăng cường tập quyền trung ương. Triệu Khuông Dận hỏi Phổ: "Từ cuối Đường cho đến nay, thay đổi tám họ vua, chiến tranh triền miên, dân sinh khổ cực, nguyên nhân la ở đâu? Nay ta muốn yên thiên hạ, nước nhà trường tồn, thì phải làm thế nào? ". Triệu Phổ trả lời: "Bệ hạ nói đến điều này, là phúc cho thiên hạ lắm, và cũng không khó khăn gì, chỉ tại vua thì yếu mà bề tôi thì mạnh mà sinh ra. Nay muốn trị yên, thì phải đoạt lại quyền của họ, khống chế tiền bạc lương thảo của họ, thu hồi tinh binh của họ, thì thiên hạ sẽ yên." Triệu Phổ đã chỉ ra hai điều cốt yếu: một là quyền lực của quân nhân lớn quá mà thao túng vận mệnh đất nước. Cương lĩnh chấp chính của Triệu Khuông Dận đã lấy tư tưởng này làm cơ sở.
Trong một bữa tiệc, Tống Thái Tổ khuyên các tướng lĩnh hãy giữ mãi sự giàu sang, mượn thú vui thanh sắc, thú chơi ngựa hay chó quý để hưởng thụ cuộc đời. Các tướng thống lĩnh Cấm quân là Thạch Thủ Tín, Vương Thẩm Kỳ và một số người sợ uy lực, đã giao quyền một cách hòa bình, sử sách đã gọi đó là chung rượu giả binh quyền. Tiếp đó, Mộ Dung Diên Chiêu, Hàn Lệnh Khôn bị đoạt chức Cấm quân, một người được điều đi làm Tiết độ sứ Sơn Nam, một người tới Thành Đức. Để tập trung binh quyền, Triệu Khuông Dận còn quy định chính Hoàng đế trao quyền quân quản Cấm quân, và có thể thay đổi bất cứ lúc nào. Như vậy, "tướng không được chuyên quyền nắm binh của mình", "lính không có vị tướng lâu dài, tướng không có đạo quân lâu dài", đã loại trừ được khả năng phát động chính biến. Điện tiền Đô Chỉ huy, Bộ quân Đô Chỉ huy, Mã quân Đô Chỉ huy là ba chỉ huy Cấm quân, kìm giữ lẫn nhau, chỉ có quyền giữ quân mà không được quyền phát binh. Ngược lại, Viện Khu mật trên danh nghĩa là có quyền điều động quân đội, nhưng lại không có quyền nắm quyền. Chia quyền nắm quân và phát binh, thực chất là tập trung toàn bộ quyền lực vào tay Hoàng đế. Ngoài Cấm quân còn có ba loại quân là Sương binh, Hương binh và Phiên binh, đều là quân địa phương và thực lực có hạn. Các tướng trấn giữ biên cương dẫu có muốn làm phản cũng không được. Triệu Khuông Dận từ việc nắm binh quyền, khống chế Cấm quân để bài trừ tận gốc sự cát cứ, phân chia, là điều mấu chốt cho việc củng cố nền thống nhất, ổn định tình hình chính trị.

### Quân sự
Vì Tống Thái Tổ thực hiện tập trung binh quyền nên lực lượng quân đội chính quy Nhà Tống chỉ có Cấm quân. Lực lượng cấm quân bao gồm nhiều binh chủng như bộ binh, cung thủ, pháo binh nhưng thiếu nhất là kỵ binh.
Hậu Tấn Cao Tổ Thạch Kính Đường đã đem tặng mười sáu châu Yên Vân cho nước Liêu của người Khiết Đan. Khu vực này từ thời Hán, Đường đã là nơi chuyên cung cấp chiến mã và kỵ binh cho đế quốc, một lực lượng đem lại sức mạnh bất ngờ trong chiến đấu và có khả năng truy kích kẻ thù cũng như rút lui nhanh nhẹn. Việc làm này đã làm cho Nhà Tống thiếu đi một sức mạnh to lớn cho quân đội, lúc nào cũng phải ở vào thế bị động phòng thủ trước các cuộc tấn công của các nước Liêu Hạ và phải chống lại bằng nỏ cứng và pháo binh, nếu quân Tống rời khỏi thành trì để giao chiến hay truy kích quân địch thì thất bại gần như không tránh khỏi. Vì thế nên suốt đời Thái Tổ luôn muốn khôi phục 16 châu Yên Vân, còn hứa tướng nào làm được sẽ phong vương. Tuy nhiên các lần bắc phạt của ông đều thất bại do thiếu 1 đội kỵ binh đủ ngăn được sự tiếp viện của quân Liêu. Nhà Tống không bao giờ có thể lấy lại được 16 châu Yên Vân.
Thủy quân Nhà Tống cũng đóng góp một vai trò quan trọng trong quân đội. Nhờ có thủy quân mà Thái Tổ dễ dàng đánh bại các nước phía nam sông Trường Giang và thủy quân cũng đóng vai trò quan trọng trong việc phòng thủ trước quân xâm lược phương bắc vào thời Nam Tống.
Việc Thái Tổ trọng dụng văn quan làm cho tầng lớp võ nhân rơi xuống vị trí thấp kém trong xã hội, đãi ngộ thấp kém làm cho quân tướng không hết sức chống giặc và việc để quan văn cầm quân đã gây nhiều thảm họa vào đời sau.

### Cải cách chế độ quan lại
Cơ quan trung ương vẫn có Tể tướng, sử dụng danh hiệu Đổng bình chương sự, nhưng bổ sung thêm Tham tri chính sự làm Phó tể tướng, mục đích là để phân chia quyền lực của Tể tướng. Đồng thời quy định mọi việc quân sự, hành chính, điều động Cấm binh do Khu mật sứ nắm giữ, nhằm đối lập với Tể tướng. Chính quyền và quân quyền trực tiếp theo lệnh Hoàng đế. Quyền tài chính do Tam ti sứ điều hành, phụ trách chi tài chính toàn quốc, gọi là "Kế tướng", quyền lực không thua gì Tể tướng và Khu mật sứ, phòng ngừa một mình Tể tướng nắm giữ quyền lực quá lớn. Còn lập ra các chức vụ Khu mật Phó sứ, Tam ti Phó sứ, càng thuận lợi cho việc chỉ huy của Hoàng đế.
Với chính quyền địa phương cũng áp dụng hàng loạt biện pháp. Từ cuối Nhà Đường tới thời Ngũ đại, Tiết độ sứ cát cứ một phương hoặc kiêm một số quận, gọi là "chi quận". Trong quá trình thống nhất đất nước, Triệu Khuông Dận xóa bỏ chi quận, thay đổi do trung ương trực tiếp quản lý. Tiết độ sứ đời Tống chỉ là một chức vụ không có quyền hành, để ban cho những tông thất hoặc ngoại thích, những công thần bãi chính về quê hoặc vinh hàm dành cho Tể tướng. Hành chính địa phương của Nhà Tống chia ra làm hai cấp là châu và huyện, lại lập ra Thông phán do trung ương trực tiếp cắt cử.
Họ cùng cai trị với Tri châu, Tri huyện và giám sát hành động của Tri châu, khống chế lẫn nhau, không ai có thể chuyên quyền.
Từ đời Đường trở đi, phiên trấn như một cái đuôi lớn không chịu vẫy theo cái đầu (thế lực mạnh không theo chỉ huy của trung ương), có quyền lớn về tài chính. Năm Càn Đức thứ 3 (965), Triệu Khuông Dận lại hạ lệnh "các châu, ngoài việc chi phí, phàm là vàng bạc, vải vóc để phục vụ quân đội, đều nộp về Kinh đô, không được chiếm giữ" (Tục tư trị thông giám trường biên, quyển 2). Triệu Khuông Dận lại thu quyền tài chính của địa phương, các quan lại phiên trấn vì không có lương thảo cho quân đội, trong kho không có vàng bạc nên không thể làm phản.
Thời nhà Hán và thời Ngụy Tấn, chính quyền trung ương bị thống trị bởi giai cấp thế gia sĩ tộc, đời đời truyền nối nhau lũng đoạn con đường làm quan dựa theo chế độ "Cửu phẩm trung chính". Thời Tùy, Đường đã bỏ chế độ này, lập khoa cử để tuyển nhân tài từ dân gian nhưng không nhiều, quan lại triều đình vẫn chủ yếu đến từ thế gia sĩ tộc. Tống Thái Tổ cho cải cách khoa cử, tăng cường đãi ngộ cho văn nhân để tuyển dụng người đọc sách trong dân gian vào triều làm quan, tránh tình trạng quan chức bị cha truyền con nối bởi việc lũng đoạn của sĩ tộc. Nhà vua còn cho lập các thư viện, văn đàn, những nơi mà văn nhân có thể tụ tập công khai để thảo luận chính sự và phát biểu ý kiến. Nhà Tống là thời đại phong kiến được phát biểu thời sự tự do nhất mà không sợ trừng phạt. Việc này đã tạo tiền đề cho sự phát triển khoa học, sự ra đời các cải cách kinh tế và các thành tựu về nghệ thuật và văn chương.

### Ngoại giao
Sau khi nhà Tống thay thế nhà Hậu Chu, nhà Tống và nhà Liêu đã có thời gian hòa bình. Tuy nhiên vẫn còn hai vấn đề tranh chấp là Mười sáu châu phía Bắc và nhà nước Bắc Hán thuộc sự bảo hộ của nhà Liêu. Nhưng trong triều đại của vua Liêu Mục Tông của nhà Liêu, vấn đề này được giải quyết và hai nước Tống, Liêu bắt đầu qua lại với nhau và thương mại với nhau.
Năm 962, vua Cao Ly Quang Tông của Cao Ly lập liên minh với nhà Tống (đời vua Tống Thái Tổ) ở miền trung Trung Quốc và theo đuổi chính sách bành trướng về phía bắc. Ngoài ra, quốc gia của người Bột Hải là Định An Quốc (đời vua Liệt Vạn Hoa) ở vùng giữa sông Áp Lục còn tiến hành lập liên minh với nhà Tống và Cao Ly để chống lại nhà Liêu (đời vua Liêu Mục Tông).
Năm 970, vua Liệt Vạn Hoa của Định An Quốc phái sứ giả sang nhà Tống (đời vua Tống Thái Tổ) để cống nạp và thiết lập quan hệ ngoại giao lâu dài giữa hai nước Định An Quốc và nhà Tống. Theo ghi chép lịch sử chính thức của Trung Quốc thì nhà Tống cho rằng nguồn gốc của người Định An Quốc có thể bắt nguồn từ liên minh cũ của Mã Hàn. Tuy nhiên, liên minh Mã Hàn ở phía nam xa xôi của bán đảo Triều Tiên đã biến mất gần một thiên niên kỷ vào thế kỷ thứ 10, và nhiều học giả coi ghi chép này, được viết vào thời nhà Nguyên, là một sai sót.
Năm 972, vua Cao Ly Quang Tông của Cao Ly phái Từ Hi (Seo Hui) làm sứ giả sang nhà Tống (đời vua Tống Thái Tổ) để bang giao hai nước Cao Ly và nhà Tống.

## Qua đời
Sử sách chép lại rằng tháng 11 năm 976, Tống Thái Tổ qua đời, thọ 50 tuổi. Vì con ông còn nhỏ nên em ông là Triệu Quang Nghĩa lên thay, tức là Tống Thái Tông.
Theo một số tư liệu, người góp công lớn nhất vào việc lên ngôi của Thái Tông là Đỗ Thái hậu. Gia đình Tống Thái Tổ đời đời làm võ tướng, chỉ có Triệu Quang Nghĩa là người đọc sách nên được Thái hậu yêu lắm. Một năm sau khi lên ngôi, Thái Tổ được mẹ là Đỗ Thái hậu triệu tới trước giường. Thái hậu hỏi vua về việc lập người kế vị, vua cho rằng mình còn trẻ, nói việc này hãy còn sớm. Thái hậu bảo rằng: "Hoàng thượng biết vì sao Hậu Chu mất không? Là vì họ đưa một đứa trẻ 7 tuổi lên làm vua", lại thúc giục vua nên lập em trai để kế vị, tránh vào vết xe đổ của Hậu Chu. Thái Tổ bất đắc dĩ phải hứa với Thái hậu cho Triệu Quang Nghĩa kế vị. Tuy nhiên về sau, các con ông bắt đầu trưởng thành, thêm vào một số thân tín cho rằng ngôi vua trước nay chỉ có cha truyền con nối, chẳng mấy ai truyền ngôi cho em, nên Thái Tổ đã có ý muốn truyền lại ngôi cho con nhưng ông đã mất trước khi kịp thực hiện việc lập Thái tử. Thái Tổ qua đời, tôn thất hùng mạnh nhất là Triệu Quang Nghĩa nắm quyền hết phủ Khai Phong, lại vin vào lời hứa của Thái Tổ trước kia nên dễ dàng lên ngôi.
Một số nhà nghiên cứu tỏ ra nghi ngờ về cái chết của Tống Thái Tổ và cho rằng ông bị chính người em Quang Nghĩa hãm hại để giành ngôi báu khi ông ốm trên giường bệnh. Câu chuyện này trở thành một nghi án nổi tiếng đời Tống với tên gọi Phủ thanh chúc ảnh.
Tương truyền, vào đêm hôm trước khi Thái Tổ mất, ông đã cho truyền em trai là Tấn Vương Triệu Quang Nghĩa vào cung uống rượu. Thái giám cung nữ đều bị đuổi ra ngoài, trong phòng chỉ còn 2 anh em ông. Bọn người hầu ở ngoài đến nửa đêm thì nhìn vào trong phòng thấy xuất hiện bóng của 1 người thứ ba, lúc đó cũng nghe thấy tiếng rìu và tiếng la của Thái Tổ, nhưng đã được dặn trước nên không ai dám vào xem. Sáng hôm sau, Triệu Quang Nghĩa bước ra ngoài, tuyên bố là hoàng đế đã băng hà và truyền lại ngôi báu cho mình.
Về sau, Tống Thái Tông truyền ngôi cho con cháu mình, không trả lại ngôi cho con của Thái Tổ. Bản thân con Thái Tổ (Triệu Đức Chiêu) sau đó cũng bị chết một cách không rõ ràng. Tuy nhiên, khi Tống Cao Tông (1127–1161) không có con trai nối dõi, ông đã chọn một hậu duệ của Thái Tổ làm người nối ngôi để kế vị vào năm 1161. Sau năm 1161, tất cả các hoàng đế nhà Tống tiếp theo đều là hậu duệ của Tống Thái Tổ thông qua hai con trai của ông, là Triệu Đức Chiêu và Triệu Đức Phương
Sau khi qua đời, miếu hiệu của ông là Thái Tổ (太祖), thụy hiệu là Khải Vận Lập Cực Anh Vũ Duệ Văn Thần Đức Thánh Công Chí Minh Đại Hiếu Hoàng đế (啓運立極英武睿文神德聖功至明大孝皇帝). Ông được an táng ở Vĩnh Xương lăng (永昌陵).
Trong thời gian ở ngôi, ông đặt 3 niên hiệu:
- Kiến Long (建隆) 2/ 960 – 11/ 963
- Càn Đức (乾德) 11/ 963 – 11/ 968
- Khai Bảo (開寶) 11/ 968 – 11/ 976

## Nhận xét chung
Triệu Khuông Dận chiếm đoạt dược chính quyền Hậu Chu chỉ có được một dải Hoàng Hà của Trung nguyên, phía Bắc có nước Liêu hùng mạnh, Thái Nguyên có Bắc Hán; hai bờ Nam Bắc Dương Tử lại có Nam Đường, Ngô Việt, dưới nữa có nước Nam Hán..., gồm sáu, bảy chính quyền cát cứ. Cục diện ấy không thể dai dẳng được nữa. Hậu Chu Thế Tông có chí thống nhất đất nước, nhưng không may qua đời quá sớm, nghiệp lớn chưa thành, mọi việc đều đổ dồn lên vai của Triệu Khuông Dận, như là một sứ mạng lịch sử vậy.
Tống Thái Tổ làm vua được 16 năm, ông đã dốc toàn lực thống nhất đất nước, kết thúc thời rối loạn và chia cắt của thời kỳ Ngũ Đại Thập Quốc, giải quyết một cách triệt để tình thế hỗn loạn, phiên trấn loạn chính từ cuối đời Đường. Ông còn tăng cường chế độ tập quyền trung ương, đây là sự cống hiến to lớn của ông đối với lịch sử. Nền chính trị của Bắc Tống ổn định, thúc đẩy sự cải cách về phương thức chiếm hữu ruộng đất và phương thức bóc lột từ thời kỳ giữa Nhà Đường trở lại, làm cho sự phát triển của kinh tế và văn hóa phong kiến vượt lên một tầng bậc mới.
Nhưng cái gì cũng có tính hai mặt. Tống Thái Tổ đã không lường trước được rằng, hàng loạt những biện pháp tập trung quyền lực về quân đội và chính trị, tăng cường quyền lực Hoàng đế, tước bớt quyền hành của võ tướng, đã dẫn đến việc làm cho Bắc Tống giàu mà không mạnh, cơ bản về sau khi thu phục Bắc Hán thì quân đội nhà Tống từ từ suy giảm khả năng tác chiến hay phòng ngự, tướng không biết lính, lính không quen tướng, sức chiến đấu xuống thấp. Cơ cấu quan liêu chồng chất, cản trở lẫn nhau, hiệu quả làm việc rất thấp. Bắc Tống thường xuyên rơi vào tình thế bị tiến công từ các láng giềng như Liêu, Tây Hạ. Khi Liêu bị diệt thì Kim thay Liêu còn mạnh hơn, cuối cùng Bắc Tống nước mất nhà tan, hai Hoàng đế Huy Tông và Khâm Tông trở thành hai vị vua mất nước.
Nhà vua muốn thay thế võ tướng nên trọng dụng các thành viên Tôn thất, cho em trai là Triệu Quang Nghĩa cai quản kinh đô và phủ Khai Phong, cuối cùng thì Quang Nghĩa lấy được ngôi vua. Các con ông bị nghi là do Quang Nghĩa ám hại để đảm bảo cho ngai vàng. Triệu Quang Nghĩa về sau rút được bài học của anh, cấm không cho Tôn thất can chính, lại chèn ép em trai là Triệu Đình Mỹ tới mức phải tự sát. Triệu Quang Nghĩa còn hạ lệnh con cháu không được rời kinh thành để dễ khống chế, nhưng lại khiến cho vào loạn Tĩnh Khang toàn bộ Hoàng thất Nhà Tống dòng Thái Tông đều bị bắt hết, may có Triệu Cấu ở ngoài nên vẫn giữ được ngôi vua. Nhưng Triệu Cấu không con, ngôi vua cuối cùng được trả về cho dòng Thái Tổ.
Tống Thái Tổ vì sợ tầng lớp võ tướng nên trọng dụng văn nhân, thậm chí còn hạ lệnh: "Triều đình không giết sĩ phu". Văn nhân dưới thời Tống được triều đình cực kì hậu đãi, văn hoá nghệ thuật vì thế rất phát triển. Thế nhưng văn nhân không biết đánh trận, suốt ngày chỉ biết đàn ca múa hát làm thơ. Triều đình Nhà Tống dùng văn quan cầm quân nên khi giao chiến với quân Liêu, Hạ thì thường thua trận. Văn nhân không bị hình pháp nên thậm chí còn lấn át cả Hoàng đế, nhất là chức vụ Thừa tướng, điển hình là Khấu Chuẩn đã ép vua Chân Tông phải ra trận. Các vua từ Thái Tông trở đi đều là văn nhân không quen chinh chiến, việc mà Nhà Tống chỉ có mỗi Thái Tổ là giỏi, nên việc quân Nhà Tống bị đình trệ. Do không có thống lĩnh tối cao, các tướng lĩnh Nhà Tống khó thống nhất với nhau trong phương án tác chiến, quân đội không thống nhất nên quân Tống thua nhiều thắng ít dù là thủ hay công. Cuối cùng thì Bắc Tống diệt vong.
Chu Hy thời Nam Tống đã chỉ ra: "Triều đình biết được cái gương xấu của Ngũ đại, binh cũng thu, tài chính cũng thu, thưởng phạt hành chính đều thu, châu quận dần dần trở nên khó khăn yếu kém". Câu nói đó đã chỉ ra đúng căn bệnh do chính sách tập trung quyền lực cao độ của Tống Thái Tổ gây ra.

## Gia quyến
- Cha: Tống Tuyên Tổ Chiêu Võ Hoàng đế Triệu Hoằng Ân (宣祖昭武皇帝赵弘殷, 899 - 956).
- Mẹ: Chiêu Hiến Thái hậu Đỗ thị (昭宪太后杜氏, 902 - 961).
- Tống Ung Tổ (宋邕祖) sau cải thành Tống Tào Tổ (宋曹祖) là đại hoàng huynh của Tống Thái Tổ Triệu Khuông Dận.
- Triệu Khuông Tế (原名趙匡济) sau đổi thành Triệu Quang Tế (赵光济) mất sớm ban đầu truy tôn là Ung vương sau cải thành Tào vương.

### Hậu phi
1. Hiếu Huệ Hoàng hậu Hạ thị (孝惠皇后賀氏, 929 - 958), nguyên quán ở Khai Phong, con gái của Vệ suý Hạ Cảnh Tư (贺景思). Nguyên phối, qua đời trước khi Tống Thái Tổ lên ngôi. Sinh Đằng vương Triệu Đức Tú, Yến Ý vương Triệu Đức Chiêu, Thư vương Triệu Đức Lâm, Ngụy Quốc Thái Trưởng Công chúa và Lỗ Quốc Thái Trưởng Công chúa
2. Hiếu Minh Hoàng hậu Vương thị (孝明皇后王氏, 942 - 963), nguyên quán ở huyện Tân Bình, Bân Châu, cha là Chương Đức quân Tiết độ sứ Vương Nhiêu (王饶).  Kế thất nhưng là Hoàng hậu tại vị đầu tiên của Tống Thái Tổ. Sinh được ba người con đều chết yểu.
3. Hiếu Chương hoàng hậu Tống thị (孝章皇后宋氏, 952 - 995), nguyên quán ở Lạc Dương, Hà Nam, con gái của Tả vệ Thượng tướng quân (左衛上將軍) đồng thời là Tiết độ sứ của Trung Vũ Quân (忠武軍) Tống Ác (宋偓), mẹ là Vĩnh Ninh Công chúa Lưu thị (永甯公主劉氏). Được lập sau khi Hiếu Minh Hoàng hậu qua đời. Tống Thái Tổ mất, Tống Thái Tông lên ngôi dâng tôn hiệu Khai Bảo Hoàng hậu (開寶皇后). Không con
4. Hoa Nhị phu nhân Từ thị (花蕊夫人徐氏), còn gọi Từ Tuệ phi (徐慧妃), người Thanh Thành, cha là Từ Quốc Chương (徐國璋). Từng là sủng phi của Mạnh Sưởng, sau khi Mạnh Sưởng chết, Từ thị sau đó bị ép thành cung phi của Tống Thái Tổ. Năm Khai Bảo thứ 9 (976), trong một buổi đi săn cùng Tống Thái Tổ và Tấn vương Quang Nghĩa, Từ thị bị Quang Nghĩa bắn cung trúng và chết tại chỗ.

### Hoàng tử
- Đằng vương Triệu Đức Tú (滕王趙德秀), mất sớm, mẹ là Hiếu Huệ Hoàng hậu
- Yến Ý vương Triệu Đức Chiêu (燕懿王趙德昭, 951 - 979), tổ tiên trực hệ của Tống Lý Tông và Tống Độ Tông sau này, mẹ là Hiếu Huệ hoàng hậu
- Thư vương Triệu Đức Lâm (舒王趙德林), mất sớm, mẹ là Hiếu Huệ hoàng hậu
- Tần Khang Huệ vương Triệu Đức Phương (秦康惠王趙德芳, 959 - 981), tổ tiên 6 đời của Tống Hiếu Tông, không rõ mẹ

### Hoàng nữ
- Ngụy Quốc Thái trưởng công chúa (魏國大長公主, ? - 1008), mẹ là Hiếu Huệ Hoàng hậu. Hạ giá lấy Tả vệ tướng quân Vương Thừa Diễn (王承衍). Sau ban tặng Hiền Túc Thái trưởng đế cơ (賢肅大長帝姬)
- Lỗ Quốc Thái trưởng công chúa (魯國大長公主, ? - 1009), mẹ là Hiếu Huệ hoàng hậu. Hạ giá lấy Tả vệ tướng quân Thạch Bảo Cát (石保吉). Sau ban tặng Hiền Tĩnh Thái trưởng đế cơ (賢靖大長帝姬)
- Trần Quốc Thái Trưởng công chúa (陳國大長公主, ? - 999), không rõ mẹ. Hạ giá lấy Hữu vệ tướng quân Nguỵ Hàm Tín (魏咸信). Sau ban tặng Hiền Huệ Thái trưởng đế cơ (賢惠大長帝姬)
- Thân Quốc công chúa (申國公主), mất sớm
- Thành Quốc công chúa (成國公主), mất sớm
- Vĩnh Quốc công chúa (永國公主), mất sớm